# Saint-Denis, Gard
Saint-Denis är en kommun i departementet Gard i regionen Occitanien i södra Frankrike. Kommunen ligger i kantonen Saint-Ambroix som tillhör arrondissementet Alès. År 2022 hade Saint-Denis 292 invånare.

## Befolkningsutveckling
Antalet invånare i kommunen Saint-Denis
Referens:INSEE